# 施勒格爾
施勒格爾，施萊格爾 或者 施莱格尔（德語：Schlegel）可以指：

## 人名
- 赫爾曼·施萊格爾（德語：Karl Wilhelm Friedrich Schlegel，1772年3月10日－1829年1月12日）Hermann Schlegel，1804年6月10日－1884年1月17日），德國鳥類學家暨爬蟲兩棲類學家。
- 卡爾·威廉·施勒格爾（德語：Karl Wilhelm Friedrich Schlegel，1772年3月10日－1829年1月12日）Karl Wilhelm Friedrich Schlegel，1772年3月10日－1829年1月12日），德國詩人、文學評論家、哲學家、語言學家和印度學家。
- 布拉德·施莱格尔（英語：Brad Schlegel，1968年7月22日－），加拿大男子冰球运动员，场上位置是后卫。
- 奥古斯特·威廉·施莱格尔（德語：August Wilhelm Schlegel，1767年9月8日－1845年5月12日），德国诗人、翻译家及批评家。
- 古斯塔夫·施萊格爾（荷蘭語：Gustaaf Schlegel，1840年9月30日－1903年10月15日）, 荷兰汉学家和田野自然学家。

|  | 本页或本分段罗列了姓氏为「K」的人物。 如果是一个指代特定个人的内链将您引导到本页，請考慮修正該人物的名字以將链接指向正確的條目。 |